# Орочимару (Наруто)
Орочимару (на японски: 大蛇丸) е един от главните злодеи в аниме/манга сериала Наруто, създаден от Масаши Кишимото. Той е и един от Тримата велики санина, заедно с Джирая и Цунаде. Бил е част от отбора на Третия Хокаге заедно с другите двама велики санина, както и член на организацията Акатски.
Основните черти на героя са взети от човека със същото име от японската народна приказка „Приказка за храбрия Джирая“ (児雷也豪傑物語). В тази история Орочимару е ученик на Хирузен Сарутоби, но е покварен от магията на змията.
Той е от мъжки пол, но на японски е озвучен с по-женска тоналност, което му придава по-зловещ изказ. В английската (т.е. озвучена на английски език) версия гласът му е по-мъжествен и груб.
Орочимару е създател на Селото скрито в Звука. По време на нападението над Коноха и битката му с бившия му учител, Сарутоби използва Унищожаващият Печат на Бога на Смъртта да запечата ръцете му, за да не може повече да ползва никакво джутсу. За да използва печата, третият хокаге жертва живота си, като се оставя Орочимару да го прободе с меча си. Но по-нататък в сериите той прехвърля ума си в друго тяло и така връща способността да си движи ръцете. В един от шиппуудените Орочимаро се бие с Наруто, тогава на Наруто се появяват четири от деветте опашки на лисицата демон Киюби и героят губи властта над разума си, вследствие от това той ранява Сакура. В епизода Наруто успява единствено да накара Орочимару да използва всичката си чакра, от там разбираме действителната сила и способностите на злия герой.
Във втора част „Наруто Ураганни Хроники“ Орочимару бива убит от Саске Учиха.

## Способности
Орочимару може да призовава всякакви видове змии и джутсутата му са свързани главно с тях. Той посвещава голяма част от живота си в разучаването на забранени и забравени техники, защото иска да знае всички съществуващи техники. Прави експерименти върху хора, създавайки нови техники. Именно заради това е пропъден от Селото скрито в листата. Също така Орочимару притежава способността да регенерира тялото си след директен сблъсак с противника си, като се „самоизплюва“ от телата на змиите си.
Макар че разработва уникална нинджа техника за безсмъртие, Оручимару не може да бъде в едно и също тяло постоянно. Затова той усвоява забранена техника за смяна на тяло на всеки 3 години. Решен да усвои всички джутсута на света той хвърля око и на Шарингана – изключително кеккей-генкай умение, предаващо се в клана Учиха. Кеккей-генкай уменията не се усвояват, а се предават наследствено. Има два начина Оручимару да получи Шаринган – чрез присаждане на такова око или чрез неговата забранена техника за присвояване на тяло. Отначало Оручимару се надява да получи Шаринган чрез Итачи Учиха – много надарен наследник на клана Учиха. Но Итачи става по-силен от него. Тъй като целият клан е избит, единствената възможност на Оручимару остава Саске – най-надареният от клана. Чрез демон и обещания за сила Оручимару примамва Саске в Селото на скрития звук, където всички са марионетки, подчинени на Оручимару. Там Оручимару го обучава 3 години. Но когато се опитва да вземе тялото и използва техниката си за превземане на тела, Саске използва Шарингана си и обръща процеса срещу Орочимаро и реално, той го абсорбира в себе си и по този начин увеличава силата си и регинериращите си сили. В битката си срещу Итачи, Саске използва всичката си чакра и изхабява дори тази, която е запазил, за да го потиска. Орочимаро излиза от него използвайки своята Yamata no jutsu и излиза от устата на змия с 8 глави и 8 опашки, но Итачи го запечатва в генджутсу с меча Татсука на Сусаноо. По този начин прокълнатият печат на Орочимару е премахнат от Саске и, въпреки че е запечатан, Кабуто все пак е трансплантирал останките на Орочимару от битката със Саске. Затова след 2 години клетките на Урочимару се съживяват.